# ホウオウエミーズ
ホウオウエミーズ（欧字名:Ho O Emmy's、2017年5月20日 - ）は、日本の競走馬。主な勝ち鞍に2023年の福島記念。
馬名の意味は冠名+母名の一部。

## 経歴

### デビュー前
2017年5月20日、北海道千歳市の社台ファームで誕生。2018年のセレクトセール1歳市場にて小笹芳央により5400万円（税別）で落札された。
その後、美浦・池上昌和厩舎に入厩した。

### 2歳（2019年）
8月18日新潟芝1400mの2歳新馬戦で田辺裕信を背にデビューするも6着。その後2戦するがいずれも着外に終わり、2歳シーズンを終えた。

### 3歳（2020年）～4歳（2021年）
2020年3月7日中山芝1800mの3歳未勝利戦で2着ののち、3月31日中山芝1800mの3歳未勝利戦では中団追走から直線で鋭く脚を伸ばすと先に抜け出したレッドラルジュを3/4差でかわして5戦目で初勝利を挙げる。この後、5月3日のスイートピーステークス8着を挟み、7月12日の織姫賞では後方待機から直線懸命に追い込んで差し切り勝ちを収める。重賞初挑戦となった9月12日の紫苑ステークスでは終始後方追走のまま11着と大敗する。その後も勝ち切れないレースが続いていたが、4歳となった翌2021年3月28日中山芝1800mの4歳上2勝クラスでは中団後方から鋭く脚を伸ばして3勝目を挙げる。格上挑戦となったマーメイドステークスでは5着に敗れるも、レインボーステークスと常総ステークスでは共に2着となった。

### 5歳（2022年）
1月15日の愛知杯ではブービーの15着と惨敗するが、続くスピカステークスでは好位追走から直線で抜け出すと中団から追い上げてきたスパイラルノヴァの追撃をクビ差振り切って勝利し、オープンクラスに昇級する。その後3戦は着外に終わったが、10月23日に行われた新潟牝馬ステークスでは中団追走から直線で馬場の中央から抜け出してオープン特別初勝利を飾るとともに、2着ホウオウイクセルとの小笹芳央所有馬のワンツーとなった。GI初挑戦となったエリザベス女王杯は7着に敗れ、5歳シーズンを終えた。

### 6歳（2023年）

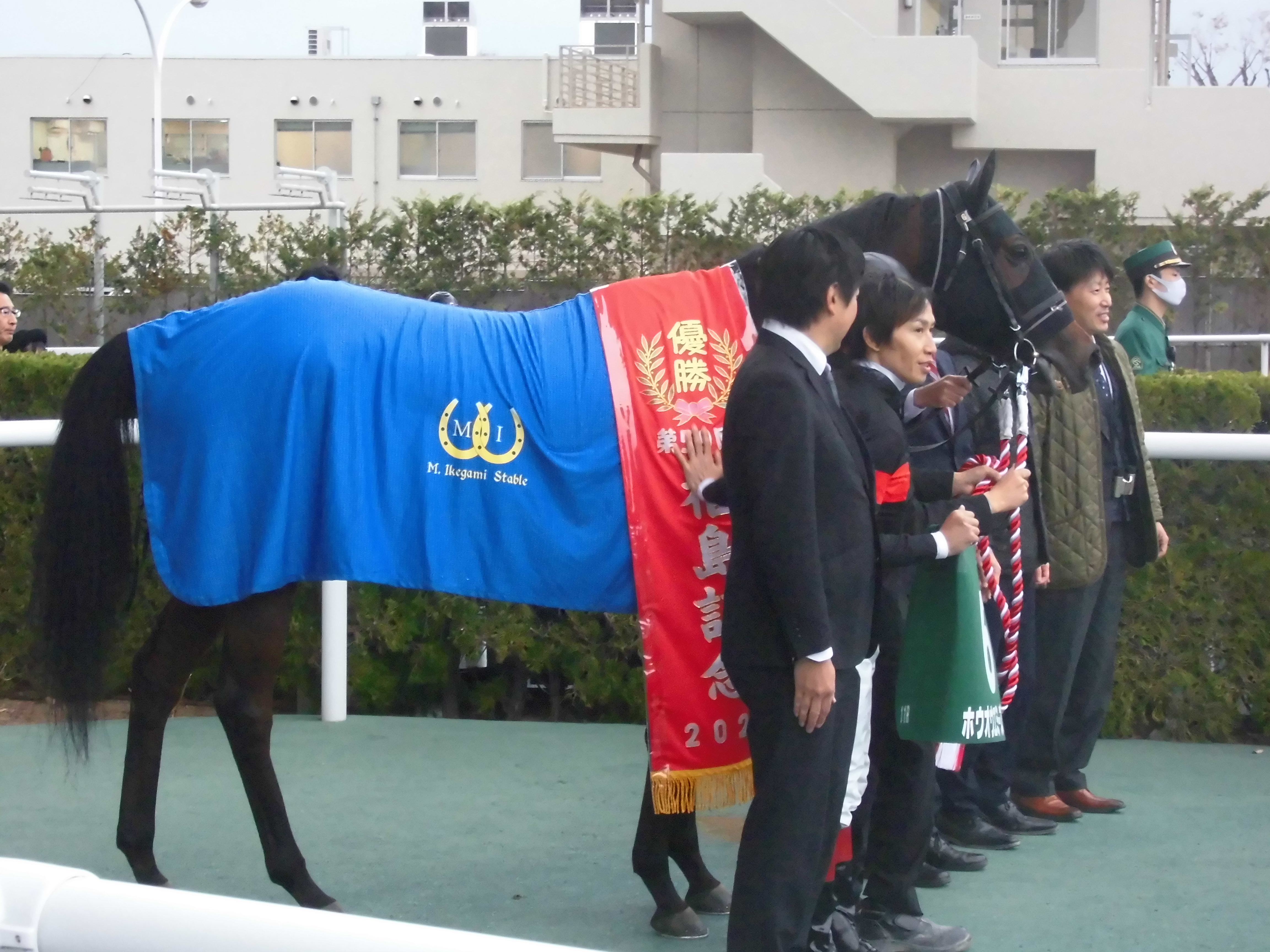
福島記念口取り

2月19日の小倉大賞典で始動したがヒンドゥタイムズの5着。続く福島牝馬ステークスでは12着に沈んだが、マーメイドステークスと七夕賞では共に3着と好走。連覇がかかった新潟牝馬ステークスでは中団後方から鋭く脚を伸ばすも勝ち馬メモリーレゾンに1馬身半及ばず2着に敗れた。11月12日の福島記念では後方追走から直線で外から追い込んでくると、最後はダンディズムとの競り合いをハナ差制し、11度目の挑戦で重賞初制覇を果たした。
引退レースとなった12月24日の第68回有馬記念では道中後方で脚を溜め、最後の直線で大外へ持ち出すも伸び切れず10着に沈んだ。
翌2024年1月4日付でJRAの競走馬登録を抹消された。引退後は北海道千歳市の社台ファームで繁殖牝馬として供用される。

## 競走成績
以下の内容は、JBISサーチおよびnetkeiba.comに基づく。
| 競走日     | 競馬場 | 競走名           | 格   | 距離（馬場）  | 頭 数 | 枠 番 | 馬 番 | オッズ （人気） | 着順 | タイム （上り3F） | 着差 | 騎手        | 斤量 [kg] | 1着馬（2着馬）       | 馬体重 [kg] |
| ---------- | ------ | ---------------- | ---- | ------------- | ----- | ----- | ----- | --------------- | ---- | ----------------- | ---- | ----------- | --------- | -------------------- | ----------- |
| 2019.08.18 | 新潟   | 2歳新馬          |      | 芝1400m（良） | 18    | 1     | 1     | 011.30（3人）   | 06着 | R1:24.3（35.5）   | -1.1 | 0田辺裕信   | 54        | ペコリーノロマーノ   | 452         |
| 0000.11.16 | 福島   | 2歳未勝利        |      | 芝1800m（良） | 16    | 6     | 12    | 020.80（7人）   | 04着 | R1:49.5（34.9）   | -0.4 | 0丸山元気   | 54        | ハローキャンディ     | 448         |
| 0000.12.07 | 中山   | 2歳未勝利        |      | 芝1800m（稍） | 16    | 7     | 14    | 017.80（7人）   | 10着 | R1:50.8（36.1）   | -0.9 | 0田辺裕信   | 54        | デジマノハナ         | 454         |
| 2020.03.07 | 中山   | 3歳未勝利        |      | 芝1800m（良） | 16    | 3     | 6     | 016.30（5人）   | 02着 | R1:50.1（35.7）   | -0.5 | 0津村明秀   | 54        | クロミナンス         | 448         |
| 0000.03.31 | 中山   | 3歳未勝利        |      | 芝1800m（稍） | 16    | 6     | 11    | 004.40（3人）   | 01着 | R1:51.1（35.7）   | -0.1 | 0津村明秀   | 54        | （レッドラルジュ）   | 454         |
| 0000.05.03 | 東京   | スイートピーS    | L    | 芝1800m（良） | 18    | 7     | 14    | 053.10（9人）   | 08着 | R1:47.7（33.3）   | -0.6 | 0津村明秀   | 54        | デゼル               | 444         |
| 0000.07.12 | 福島   | 織姫賞           | 1勝  | 芝1800m（重） | 15    | 4     | 8     | 010.90（5人）   | 01着 | R1:50.9（36.4）   | -0.1 | 0M.デムーロ | 52        | （オールステリーナ） | 448         |
| 0000.09.12 | 中山   | 紫苑S            | GIII | 芝2000m（稍） | 18    | 2     | 4     | 123.4（15人）   | 11着 | R2:02.9（35.6）   | -0.8 | 0津村明秀   | 54        | マルターズディオサ   | 450         |
| 0000.10.04 | 中山   | 茨城新聞杯       | 2勝  | 芝1800m（良） | 10    | 1     | 1     | 020.50（7人）   | 09着 | R1:48.7（34.3）   | -1.1 | 0津村明秀   | 53        | ウインカーネリアン   | 450         |
| 0000.12.12 | 中山   | 3歳上2勝クラス   |      | 芝1800m（良） | 13    | 3     | 3     | 016.90（5人）   | 10着 | R1:51.8（35.1）   | -2.5 | 0津村明秀   | 54        | サクラトゥジュール   | 452         |
| 2021.01.16 | 中山   | 4歳上2勝クラス   |      | 芝1800m（良） | 14    | 4     | 5     | 062.5（13人）   | 04着 | R1:48.9（34.6）   | -0.6 | 0丸田恭介   | 54        | アールクインダム     | 448         |
| 0000.03.14 | 中山   | 房総特別         | 2勝  | 芝1800m（重） | 11    | 2     | 2     | 007.30（4人）   | 02着 | R1:51.7（37.8）   | -0.1 | 0丸田恭介   | 55        | シンハリング         | 446         |
| 0000.03.28 | 中山   | 4歳上2勝クラス   |      | 芝1800m（重） | 8     | 6     | 6     | 003.80（3人）   | 01着 | R1:51.2（36.5）   | -0.3 | 0丸田恭介   | 55        | （ルヴァン）         | 448         |
| 0000.06.20 | 阪神   | マーメイドS      | GIII | 芝2000m（良） | 16    | 2     | 3     | 036.1（12人）   | 05着 | R2:00.8（35.2）   | -0.4 | 0丸田恭介   | 50        | シャムロックヒル     | 446         |
| 0000.09.19 | 中山   | レインボーS      | 3勝  | 芝1800m（良） | 15    | 6     | 10    | 009.60（5人）   | 02着 | R1:46.9（34.6）   | -0.0 | 0丸田恭介   | 55        | ゴルトベルク         | 442         |
| 0000.12.12 | 中山   | 常総S            | 3勝  | 芝1800m（良） | 13    | 8     | 13    | 002.40（1人）   | 02着 | R1:48.5（34.4）   | -0.1 | 0丸田恭介   | 54        | シングフォーユー     | 462         |
| 2022.01.15 | 中京   | 愛知杯           | GIII | 芝2000m（良） | 16    | 7     | 14    | 052.3（13人）   | 15着 | R2:01.9（34.2）   | -0.9 | 0丸田恭介   | 51        | ルビーカサブランカ   | 450         |
| 0000.03.20 | 中山   | スピカS          | 3勝  | 芝1800m（稍） | 16    | 1     | 1     | 004.90（2人）   | 01着 | R1:47.8（35.4）   | -0.0 | 0丸田恭介   | 55        | （スパイラルノヴァ） | 460         |
| 0000.04.23 | 福島   | 福島牝馬S        | GIII | 芝1800m（良） | 16    | 6     | 11    | 011.00（8人）   | 06着 | R1:47.3（35.1）   | -0.3 | 0丸田恭介   | 54        | アナザーリリック     | 452         |
| 0000.06.19 | 阪神   | マーメイドS      | GIII | 芝2000m（良） | 16    | 8     | 15    | 032.4（11人）   | 16着 | R2:00.0（36.3）   | -1.7 | 0松山弘平   | 53        | ウインマイティー     | 452         |
| 0000.08.27 | 新潟   | BSN賞            | L    | ダ1800m（稍） | 15    | 7     | 13    | 067.1（15人）   | 06着 | R1:52.6（37.8）   | -1.1 | 0丸田恭介   | 52        | ジュンライトボルト   | 448         |
| 0000.10.23 | 新潟   | 新潟牝馬S        | OP   | 芝2200m（稍） | 14    | 4     | 6     | 021.50（8人）   | 01着 | R2:14.5（34.7）   | -0.1 | 0西村淳也   | 54        | （ホウオウイクセル） | 448         |
| 0000.11.13 | 阪神   | エリザベス女王杯 | GI   | 芝2200m（重） | 18    | 3     | 6     | 112.3（18人）   | 07着 | R2:14.2（36.2）   | -1.2 | 0丸田恭介   | 56        | ジェラルディーナ     | 444         |
| 2023.02.19 | 小倉   | 小倉大賞典       | GIII | 芝1800m（重） | 16    | 7     | 13    | 007.70（4人）   | 05着 | R1:50.3（36.0）   | -0.6 | 0丸田恭介   | 54        | ヒンドゥタイムズ     | 454         |
| 0000.04.22 | 福島   | 福島牝馬S        | GIII | 芝1800m（良） | 15    | 2     | 3     | 021.50（9人）   | 08着 | R1:48.3（34.6）   | -0.4 | 0丸田恭介   | 55        | ステラリア           | 442         |
| 0000.06.18 | 阪神   | マーメイドS      | GIII | 芝2000m（良） | 13    | 4     | 5     | 023.8（10人）   | 03着 | R1:58.9（36.4）   | -0.4 | 0団野大成   | 54        | ビッグリボン         | 446         |
| 0000.07.09 | 福島   | 七夕賞           | GIII | 芝2000m（良） | 16    | 1     | 2     | 050.7（13人）   | 03着 | R2:00.0（34.6）   | -0.2 | 0丸田恭介   | 54        | セイウンハーデス     | 448         |
| 0000.10.22 | 新潟   | 新潟牝馬S        | L    | 芝2200m（稍） | 13    | 3     | 3     | 003.50（1人）   | 02着 | R2:15.0（35.0）   | -0.2 | 0吉田隼人   | 56        | メモリーレゾン       | 450         |
| 0000.11.12 | 福島   | 福島記念         | GIII | 芝2000m（良） | 16    | 3     | 6     | 005.50（3人）   | 01着 | R2:00.9（36.1）   | -0.0 | 0田辺裕信   | 54        | （ダンディズム）     | 450         |
| 0000.12.24 | 中山   | 有馬記念         | GI   | 芝2500m（良） | 16    | 2     | 3     | 193.2（16人）   | 10着 | R2:31.7（34.7）   | -0.8 | 0田辺裕信   | 56        | ドウデュース         | 452         |

## 血統表
| ホウオウエミーズの血統        | ホウオウエミーズの血統           | ホウオウエミーズの血統    | （血統表の出典）          | （血統表の出典）    |
| 父系                          | キングマンボ系                   | キングマンボ系            | キングマンボ系            |                     |
| 父 ロードカナロア 2008 鹿毛   | 父の父キングカメハメハ 2001 鹿毛 | Kingmambo                 | Mr. Prospector            | Mr. Prospector      |
| 父 ロードカナロア 2008 鹿毛   | 父の父キングカメハメハ 2001 鹿毛 | Kingmambo                 | Miesque                   |                     |
| 父 ロードカナロア 2008 鹿毛   | 父の父キングカメハメハ 2001 鹿毛 | *マンファス               | *ラストタイクーン         | *ラストタイクーン   |
| 父 ロードカナロア 2008 鹿毛   | 父の父キングカメハメハ 2001 鹿毛 | *マンファス               | Pilot Bird                |                     |
| 父 ロードカナロア 2008 鹿毛   | 父の母レディブラッサム 1996 鹿毛 | Storm Cat                 | Storm Bird                | Storm Bird          |
| 父 ロードカナロア 2008 鹿毛   | 父の母レディブラッサム 1996 鹿毛 | Storm Cat                 | Terlingua                 |                     |
| 父 ロードカナロア 2008 鹿毛   | 父の母レディブラッサム 1996 鹿毛 | *サラトガデュー           | Cormorant                 | Cormorant           |
| 父 ロードカナロア 2008 鹿毛   | 父の母レディブラッサム 1996 鹿毛 | *サラトガデュー           | Super Luna                |                     |
| 母 エミーズスマイル 2004 栗毛 | 母の父アグネスタキオン 1998 栗毛 | *サンデーサイレンス       | Halo                      | Halo                |
| 母 エミーズスマイル 2004 栗毛 | 母の父アグネスタキオン 1998 栗毛 | *サンデーサイレンス       | Wishing Well              |                     |
| 母 エミーズスマイル 2004 栗毛 | 母の父アグネスタキオン 1998 栗毛 | アグネスフローラ          | *ロイヤルスキー           | *ロイヤルスキー     |
| 母 エミーズスマイル 2004 栗毛 | 母の父アグネスタキオン 1998 栗毛 | アグネスフローラ          | アグネスレディー          |                     |
| 母 エミーズスマイル 2004 栗毛 | 母の母エミスフェール 1996 鹿毛   | *ホワイトマズル           | *ダンシングブレーヴ       | *ダンシングブレーヴ |
| 母 エミーズスマイル 2004 栗毛 | 母の母エミスフェール 1996 鹿毛   | *ホワイトマズル           | Fair of the Furze         |                     |
| 母 エミーズスマイル 2004 栗毛 | 母の母エミスフェール 1996 鹿毛   | グレイエミネンス          | *トニービン               | *トニービン         |
| 母 エミーズスマイル 2004 栗毛 | 母の母エミスフェール 1996 鹿毛   | グレイエミネンス          | *グレイキル               |                     |
| 母系(F-No.)                   | グレイキル(USA)系(FN:5-g)        | グレイキル(USA)系(FN:5-g) | グレイキル(USA)系(FN:5-g) | [ § 2 ]             |
| 5代内の近親交配               | アウトブリード                   | アウトブリード            | アウトブリード            | [ § 3 ]             |
| 出典                          | 1. 2. 3.                         | 1. 2. 3.                  | 1. 2. 3.                  | 1. 2. 3.            |

- 母エミーズスマイル（ホッカイドウ競馬→船橋競馬）は地方1勝のほか、船橋競馬所属のままJRAの競走に挑戦し5戦2勝、うち1勝は2007年アネモネステークス優勝の実績があり、桜花賞にも出走した（15着）。その半弟（本馬の叔父）に2007年北海道2歳優駿勝ち馬のディラクエがいる。
- 半姉エミーズプライド（父キングカメハメハ）の産駒に2022年UAEダービー、2023年・2024年コリアカップ、2024年マーキュリーカップ勝ち馬のクラウンプライドがいる。